# Bombom de Geweldige
Tom Poes en Bombom de Geweldige of kortweg Bombom de Geweldige is het 115de verhaal uit de Bommelsaga, geschreven en getekend door Marten Toonder. Het verhaal verscheen voor het eerst op 14 mei 1966 en liep tot 22 augustus 1966. Thema: Heer Bommel als Superman.

## Samenvatting
Heer Bommel merkt dat hij zwak is. Hij bespreekt zijn krachtgebrek met dwerg Kwetal. Die verwijst hem door naar zijn 'grootneef' Ugel Hotterkwalm, die verblijft tussen de Vuurbergen.
Ugel Hotterkwalm woont in een vulkaankrater en handelt in krachtprallen. Hij wil hem ruilen voor vijf fiezels. Als een door hem eerder achteloos weggeworpen rotsblok heer Bommel treft, geeft hij de pral gratis weg. Hij vertelt dat er drie knoppen op zitten. Knop 1 is inschakelen. Knop 2 is een versterker, maar dat kun je niet maken. De functie van de derde knop meldt hij niet. Heer Bommel voelt meteen nieuwe kracht door zijn lichaam lopen.
Bommel daalt bijna loodrecht van de rots af, waarbij hij zijn jonge vriend soepel opvangt. Hij hangt de pral in zijn auto, die daardoor grote snelheid krijgt. Onderweg herstelt hij de beroving van de markies door Super en Hieper. De twee schurken besluiten uit wraak grover geweld in te zetten om de krachtdadige heer een lesje te leren. Met een bom weten ze met succes de kluis van Bommelstein op te blazen. Bommel gaat de boeven achterna en slaat ze neer. Hij keert moreel verslagen met zijn twee goudzakken terug op het kasteel, waar zijn meubilair in puin ligt. 
Bul Super reorganiseert hierop de onderwereld van Rommeldam tot de in het zwart geklede misdaadbende van de Zwarte Gruwel. Die weten ondanks een aantal veldslagen met de kasteelheer toch de burgemeester en de markies te ontvoeren en een losgeld van 1000 gouden dubloenen per persoon te eisen. Commissaris Bulle Bas adviseert iedereen binnen te blijven. Heer Bommel besluit hierdoor de tweede knop van de krachtpal in te schakelen. Hij kan nu vliegen en heeft radarogen. De kasteelheer bevrijdt de gijzelaars. Hierop valt de bende van de Zwarte Gruwel verder uiteen en blijft Bul Super weer achter met zijn maat Hiep Hieper, zinnend op wraak. Bul Super heeft een verdacht horloge gezien.
Op de vismarkt wordt een standbeeld onthuld voor Heer Bommel. Tom Poes vraagt Bommel tevergeefs of hij de tweede knop heeft ingedrukt. Zijn vriend gaat echter gezellig een kopje thee drinken bij zijn buurvrouw. Daar merkt hij dat er een storm opsteekt. Tot verbijstering van zijn buurvrouw vliegt hij de lucht in naar de Platvoetplaat, waar de Albatros van kapitein Wal Rus hopeloos op gestrand is. Heer Bommel landt aan boord en trekt het schip aan een ankerketting al vliegend los van de zandplaat. Het nieuws wordt opgetekend door journalist Argus. Terug op de thee bij zijn buurvrouw merkt de held dat zijn rechterhand verdwenen is. Doddeltje suggereert perubalsem, die ze in huis heeft.
Tom Poes leest de heldhaftige daad in de Rommeldammer. Op de Kleine Club lezen de burgemeester en de markies dezelfde krant. De markies verzet zich zwakjes tegen het voorstel van de burgemeester hun clubgenoot ereburger te maken. De held zelf wordt tegelijkertijd in een duister cafeetje door Bul Super met hulp van de waard beroofd van zijn pral. Hierop levert Bul Super, versterkt door de pral in stand 2, de gedrogeerde held af bij commissaris Bulle Bas, die net opdracht van de burgemeester had ontvangen hem te zoeken. Heer Bommel verlaat het politiebureau als een langzaam verdwijnend heer, de commissaris onthutst achterlatend.
Een ontketende Bul Super trapt zijn compagnon Hiep Hieper hardhandig het pand uit en gaat op oorlogspad. Hij komt met grof geweld kasteel Bommelstein binnen op het moment dat de burgemeester telefoneert met het kasteel. Daardoor is hij oorgetuige van de bedreigingen aldaar door Bul Super. Hij stuurt onmiddellijk Bulle Bas op pad. Bul Super ziet tot zijn ontzetting dat Bommel aan het verdwijnen is. De stem in zijn ruitjesjas is wat er van hem over is. Die stem waarschuwt Bul dat hij ook onzichtbaar zal worden met de pral in stand 2. Hij werpt de pral van zijn nek en wordt al vluchtend uit het kasteel gearresteerd door commissaris Bulle Bas en agent Knoppers. 
Tom Poes vraagt Kwetal de werking van de pral. Als je 'hoetelsap' drinkt met de pral in stand 2 blijf je onzichtbaar. Met de pral in stand 3 wordt alles weer gewoon. Heer Bommel loopt als een mummie ingezwachteld bij zijn buurvrouw langs. Tom Poes reikt hem door het open venster de pral aan. Staande voor zijn spiegel drukt Bommel de derde knop in en ziet zichzelf terugkeren.
In zijn cel wordt Bul Super door zijn maat er aan herinnerd dat hij onzichtbaar is. Daarop ontsnapt hij en gaat naar Bommelstein om de pral te stelen. Dat is makkelijk doordat hij onzichtbaar is en de pral voor het grijpen ligt. Bulle Bas is daar echter ook. Bul Super wordt langzaam zichtbaar, en dus arresteert Bulle Bas hem. 
De commissaris blijft op het afsluitend diner in de eetkamer met mevrouw Doddel en de twee vrienden. Tijdens de voortschrijdende maaltijd is Joost de verstandigste: hij laat de pral in de vuilnisbak glijden.

## Voetnoot
1. ↑  Circa 25 km ten noorden van Rommeldam.
2. ↑   De kastelein had met zijn drankje geknoeid.